# Ilku Marion József
Ilku Marion József (Ungvár, 1933. május 27. – Lviv, 2003. január 25.) ukrajnai magyar festő és grafikus. Festészettel és kisméretű grafikával is foglalkozott, legkedveltebb műfaja a tájkép volt. A Lembergi Magyarok Kulturális Szövetségének (LMKSZ) első, alapító elnöke, a Lvivi Művészeti Akadémia docense volt.

## Élete

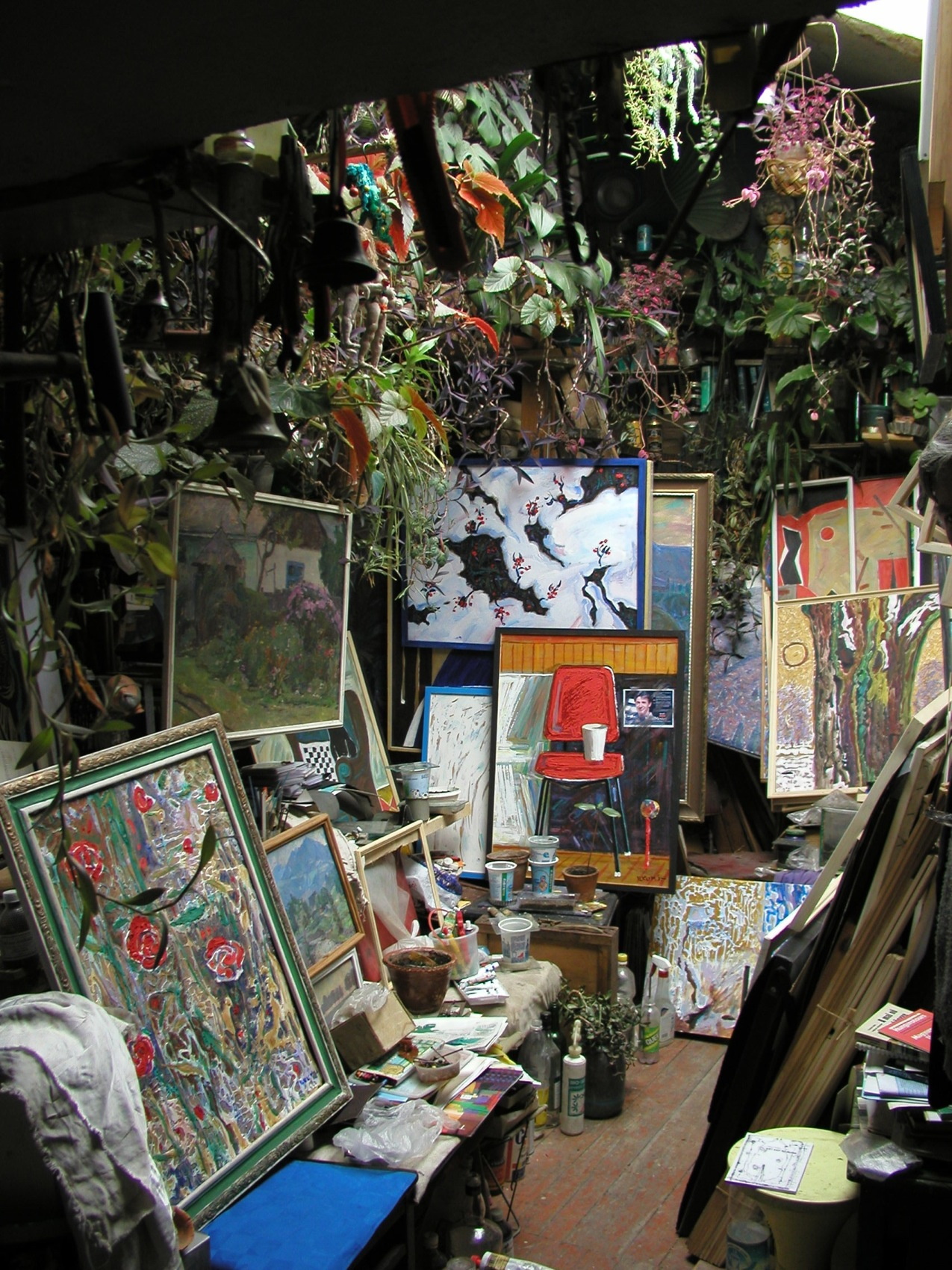
Ilku Marion lvivi műterme 2002-ben

### Tanulmányai
1933-ban az akkor Csehszlovákiához tartozó Ungváron született. 1947-ben kezdte meg tanulmányait az Ungvári Iparművészeti Szakközépiskolában, melyet 1952-ben végzett el. Tanárai közt megtalálhatók kora legjelentősebb kárpátaljai festői: Boksay József, Manajló Fedor, Koczka András és Kontratovics Ernő, ám későbbi művészetére legnagyobb hatással Erdélyi Béla volt.
1952–1958 között a Lvovi Iparművészeti Főiskolán (ma: Lvivi Művészeti Akadémia) tanult. Ottani legfőbb mesterei Roman Szelszkij és Danyilo Dovbusinszkij voltak. A főiskola elvégzése után annak munkatársa lett. Főként rajzot oktatott, egy időben a Rajztanszék vezetője is volt.

### Művészete
Saját festő stílusa az 1960-as évekre alakult ki. Kezdetben nagy figyelmet szentelt a népi témáknak. Később eltávolodott a naturális ábrázolástól és képeire egyre inkább a kontrasztos, gazdag színvilág és expresszionista kifejezésmód vált jellemzővé. Olajfestményei mellett akvarelleket és grafikákat is készített. A kárpát-medencei magyar közéleti szereplőkről készített karikatúra-sorozata albumként is megjelent.

### Közéleti tevékenysége
A lvivi közélet és művészvilág ismert tagja volt. Lengyel származású felesége révén élénk kapcsolatot tartott a helyi lengyel közösséggel is. Az 1980-as évek végén kezdeményező szerepet játszott a Lvivben élő magyarok összefogásában. 1989-ben megalapította a Lembergi Magyarok Kulturális Szövetségét (LMKSZ), melynek első elnöke lett. Az 1990-es években a művészi tevékenysége mellett egyre nagyobb hangsúlyt kapott az ukrajnai magyar kisebbség érdekében végzett közéleti tevékenysége. A Lvivben élő több mint 300 fős magyar közösség központi alakjaként számos kisebbségi és kulturális esemény megszervezése fűződik a nevéhez. Az 1991-ben Kijevben megalakult magyar kisebbségi gyűjtőszervezet, az Ukrajnai Magyar Demokrata Szövetség (UMDSZ) egyik társelnöke lett, később annak alelnöke volt. Kiemelkedő szerepe volt a lvivi Ivan Franko Egyetem falán elhelyezett Bolyai-emléktábla, valamint a Szent János-kápolna falán elhelyezett Konstancia-emléktábla elkészítésében és felavatásában.
2003-ban gyomorrákban hunyt el. Sírja a Licsakivi temető 33-as parcellájában található.

## Albumai
- Ilku Marion József: Portré-karikatúrák: Kárpát-medencei arcképcsarnok, Intermix Kiadó, Ungvár, ISBN 963 83522 13